# Filip Wetterberg
Filip Wetterberg (Örebro, 2 marzo 2000) è un giocatore di football americano svedese che milita nel ruolo di wide receiver negli Örebro Black Knights e nella nazionale svedese.
Nel 2021 è diventato vicecampione europeo con la nazionale svedese.

## Palmarès
- 1 Campionato svedese di football americano (2021)